# Coppa dei Campioni d'Africa 1978
La Coppa dei Campioni d'Africa 1978 è stata la quattordicesima edizione del massimo torneo calcistico africano per squadre di club maggiori maschili.

## Risultati

### Primo turno
| Squadra 1          | Totale | Squadra 2          | Andata | Ritorno |
| ------------------ | ------ | ------------------ | ------ | ------- |
| Al-Tahaddy         | 5 - 4  | Medr Babur         | 3 - 1  | 2 - 3   |
| Corps Enseignement | 1 - 4  | Matlama            | 1 - 2  | 0 - 2   |
| Hardware Stars     | 1 - 5  | Al-Merrikh         | 1 - 1  | 0 - 4   |
| Garde Nationale    | 5 - 3  | Wallidan           | 3 - 1  | 2 - 2   |
| SCAF Tocages       | 2 - 4  | Olympic Niamey     | 1 - 3  | 1 - 1   |
| Kampala City       | 3 - 1  | Horseed            | 1 - 1  | 2 - 0   |
| Silures            | 10 - 2 | Benfica de Bissau  | 7 - 0  | 3 - 2   |
| Simba              | 2 - 1  | Vantour Mangoungou | 2 - 0  | 0 - 1   |

### Secondo turno
| Squadra 1       | Totale | Squadra 2       | Andata | Ritorno |
| --------------- | ------ | --------------- | ------ | ------- |
| JE Tizi-Ouzou   | 3 - 0  | Al-Tahaddy      | 1 - 0  | 2 - 0   |
| Green Buffaloes | 1 - 0  | Matlama         | 1 - 0  | 0 - 0   |
| Canon Yaoundé   | 3 - 2  | Al-Merrikh      | 2 - 0  | 1 - 2   |
| Hafia           | 6 - 0  | Garde Nationale | 5 - 0  | 1 - 0   |
| Enugu Rangers   | a tav. | Olympic Niamey  | -      | -       |
| Kampala City    | a tav. | Al-Ahly         | -      | -       |
| Africa Sports   | 2 - 4  | Silures         | 2 - 1  | 1 - 3   |
| Vita Club       | 2 - 0  | Simba           | 1 - 0  | 1 - 0   |

### Quarti di finale
| Squadra 1     | Totale      | Squadra 2       | Andata | Ritorno |
| ------------- | ----------- | --------------- | ------ | ------- |
| JE Tizi-Ouzou | 3 - 3 (gfc) | Vita Club       | 3 - 2  | 0 - 1   |
| Canon Yaoundé | 3 - 1       | Green Buffaloes | 2 - 0  | 1 - 1   |
| Enugu Rangers | 4 - 1       | Kampala City    | 3 - 1  | 1 - 0   |
| Silures       | 1 - 8       | Hafia           | 0 - 4  | 1 - 4   |

### Semifinali
| Squadra 1     | Totale           | Squadra 2     | Andata | Ritorno |
| ------------- | ---------------- | ------------- | ------ | ------- |
| Hafia         | 3 - 3 (gfc)      | Vita Club     | 2 - 0  | 1 - 3   |
| Canon Yaoundé | 0 - 0 (6-5 rig.) | Enugu Rangers | 0 - 0  | 0 - 0   |

### Finale

#### Andata
| Conakry 3 dicembre 1978 | Hafia | 0 – 0 | Canon Yaoundé | Stadio 28 settembre |

#### Ritorno
| Yaoundé 17 dicembre 1978 | Canon Yaoundé | 2 – 0 | Hafia | Stade Omnisports |